# Albert III. Keuslin

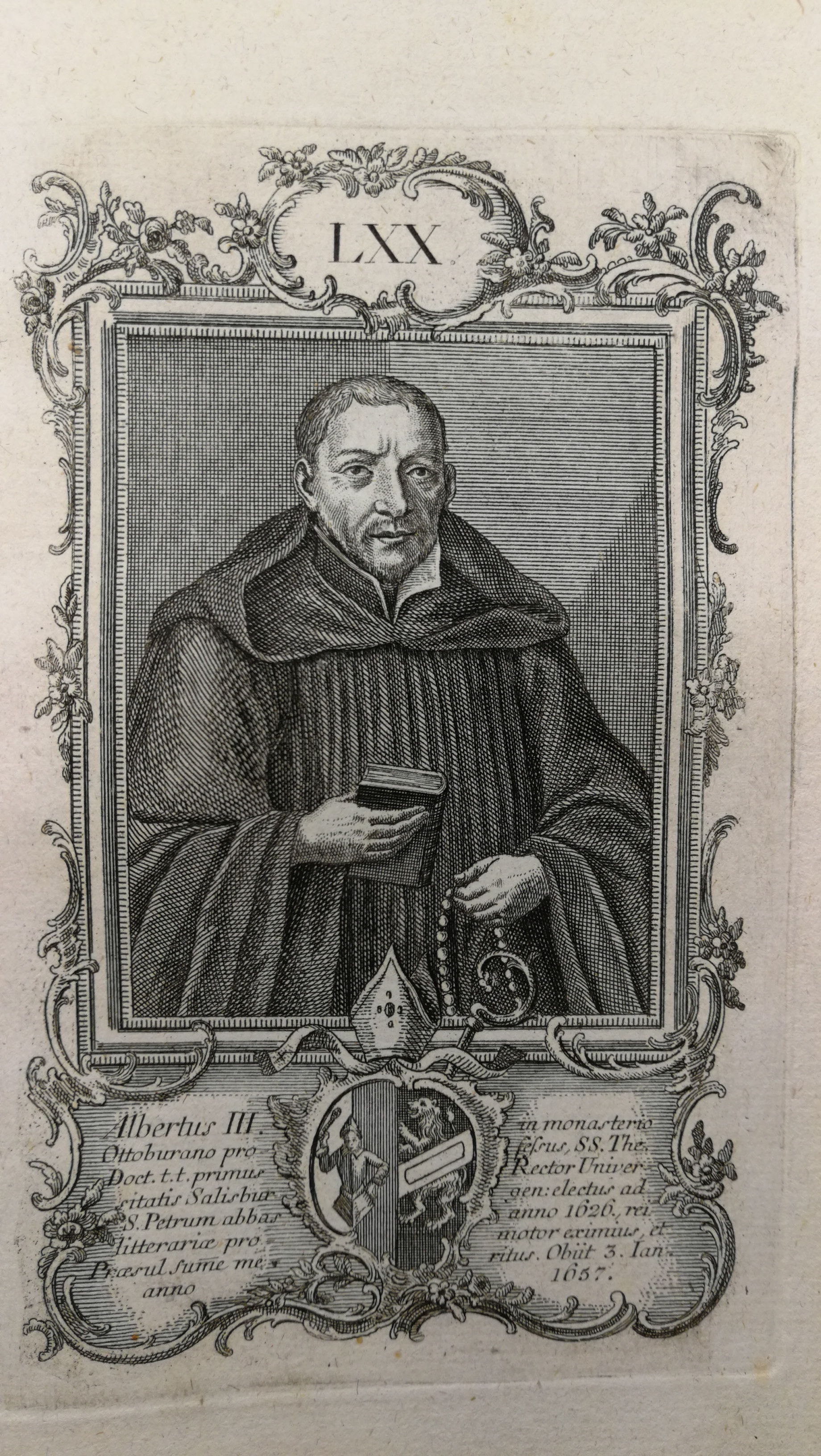
Abt Albert Keuslin in Kukulle, mit Rosenkranz und Buch

Albert III. Keuslin (* 7. Mai 1591 auf der Burg Liebenthann, Bayern; † 3. Jänner 1657 in Salzburg) war Abt des Stiftes St. Peter in Salzburg.

## Leben
Keuslin wurde 1591 im Allgäu auf Liebenthann, einer Besitzung der Fürstabtei Kempten, geboren und besuchte die Klosterschule von Ottobeuren. Anschließend folgte ein Studium an der Jesuitenuniversität Dillingen. Ab 1617 wirkte er als Lehrer für Philosophie und Moraltheologie am späteren Akademischen Gymnasium in Salzburg. Am 23. Juli 1622 wurde er zum ersten Rector Magnificus der Benediktineruniversität Salzburg ernannt. Am 26. April 1626 wählte der Mönchskonvent von St. Peter Albert Keuslin zu seinem Abt. Für folgende Amtsperioden war er zugleich Präses der Salzburger Benediktinerkongregation: 1641–1646, 1651–1654 und 1658–1661. Er starb an den Folgen einer Kaviar-Vergiftung, nachdem er zum Neujahrsempfang an die Tafel des Salzburger Fürsterzbischofs eingeladen war.
Unter Abt Albert erhielt der Petersfriedhof noch im ersten Jahr seiner Amtszeit die Arkadenumrahmung; zudem ließ er am Aiglhof eine Kapelle bauen und erwarb Petersbrunn, wo er 1631–1635 von Santino Solari einen insgesamt 15-achsigen Komplex mit Grottenhof, Ziergarten und Eremitage erbauen ließ. Zudem wurde unter Keuslin 1653 eine Bibliothek über der heutigen Marienkapelle errichtet.
Auch nach der Abtswahl setzte Keuslin seine als Professor ausgeprägte schriftstellerische Tätigkeit fort. Er verfasste u. a. einen Catalogus zur Geschichte der Äbte von St. Peter.

## Ehrung
Die Keuslinstraße in Schwabing-West ist nach Albert Keuslin benannt.

## Schriften (Auswahl)
- Theses philosophicae ex libro Aristotelis de interpretatione, nempe de natura et affectionibus enuntiationis cathegoricae tam absolutae quam modalis. Salisburgi 1619.
- Catalogus cum historiae compendio abbatum monasterii S. Petri Salisburgi ex antiquis chronicis, litteris et monumentis authenticis, quae in dicto monasterio asservantur, extractus. Salisburgi 1646.
- Darüber hinaus sind gedruckte Predigten und akademische Thesen erhalten.